# 코랄리 파르자
코랄리 파르자(Coralie Fargeat, 1976년 11월 24일 ~ )는 프랑스의 영화 감독, 영화 각본가이다.

## 작품 목록

### 영화
- 리벤지 (2017)
- 서브스턴스 (2024)

### TV
- 샌드맨 - 시즌 1 9화 "수집가들" (2022)